# Улица Красной Звезды (Пушкин)
Улица Кра́сной Звезды́ — улица в городе Пушкине (Пушкинский район Санкт-Петербурга). Проходит от Павловского шоссе до Гусарской улицы.
1 апреля 1832 года эта улица получила название Стессельская — в честь коменданта Царского Села И. М. Стесселя. Существовал также вариант Стесселевская. 20 апреля 1918 года была переименована в улицу Роша́ля — в честь революционера С. Г. Рошаля. Современное название, связанное с советской терминологией и символикой, присвоили 4 сентября 1919 года.
В 1993 году вернуть улице историческое имя Стессельская не решились из опасения, что оно будет ассоциироваться с именем внука И. М. Стесселя — А. М. Стесселя, сдавшего Порт-Артур.
Улица Красной Звезды на участке от Огородной до Гусарской улицы является северным проездом Софийской площади.

## Перекрёстки
- Павловское шоссе
- улица Радищева
- Кадетский бульвар
- Огородная улица (фактически два перекрёстка, поскольку улица Красной Звезды имеет там небольшой сдвиг)
- Гусарская улица

## Примечательные здания и сооружения

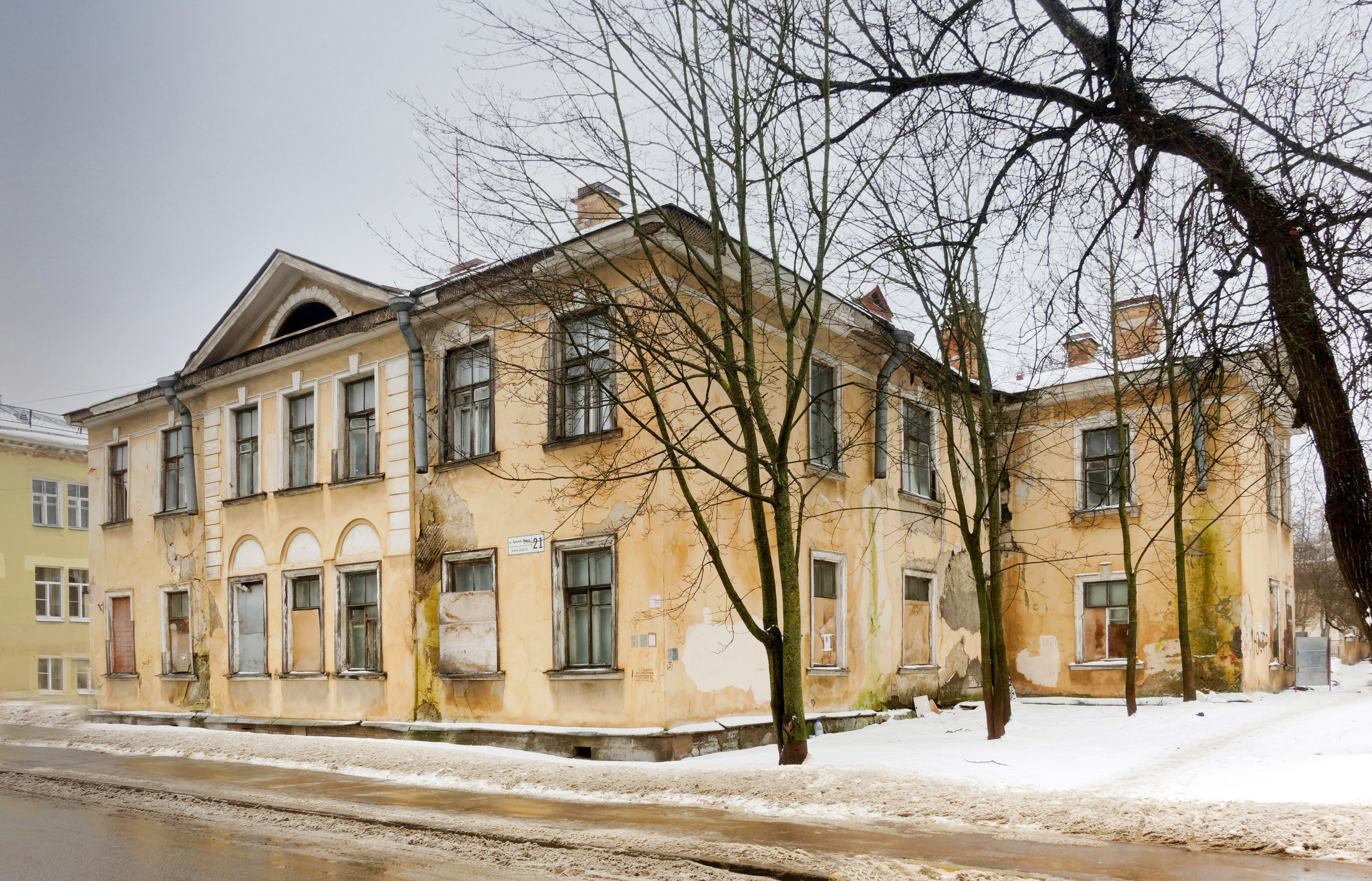
Дом Фридерици (улица Красной Звезды, 21)

- Дом № 2 (Павловское шоссе, 7) — дом Г. А. Стратановича (А. Виленкина), 1830—1840-е гг.[3].
- Дом № 10 — дом П. Абрамова, 1844 г., арх. П. С. Садовников[3].
- Дом № 15 (ул. Радищева, 8, 12) — дом А. П. Алексеева (с флигелем), 1839 г., 2-я половина XIX века, арх. А. П. Гильдебрандт[3].
- Дом № 17 (ул. Радищева, 9) — дом Г. В. Клеве (Лазарева), 1844, арх. П. С. Садовников[3].
- Дом № 21 — Дом Е. Р. Фридерици (А. А. Григорьевой), одна из старейших сохранившихся деревянных построек Санкт-Петербурга. Двухэтажное здание было построено в 1838—1839 году для супруги титулярного советника Ольги Григорьевой, проект дома утвердил Александр Тон. В 1909 здание принадлежало герцогине Елизавете Фабрициевне Фридерици, урождённой Руффо. По её заказу архитектор В. Д. Соколов перестроил дом, превратив мезонин во второй этаж. Особняк сильно пострадал во время Второй Мировой войны, в 1960-м его отреставрировали с искажением исторического облика. После экспертизы 2018 года власти признали здание аварийным и согласовали «реставрацию», проект которой подразумевал полный снос особняка и возведение нового на основе исторических чертежей[4][5]. В 2020 году повторная независимая экспертиза установила высокую историческую ценность здания, в КГИОП подали заявку на включение дома в список объектов культурного наследия[6].